# Былина (приток Моломы)
Былина (Верховская Былина) — река в России, протекает в Кичменгско-Городецком районе Вологодской области и Подосиновском районе Кировской области. Устье реки находится в 377 км по левому берегу реки Молома. Длина реки составляет 40 км, площадь водосборного бассейна 293 км². В 23 км от устья принимает по левому берегу реку Яхреньгская Былина
Исток реки в Подосиновском районе Кировской области близ границы с Вологодской, в 5 км к югу от деревни Головино (Яхреньгское сельское поселение). Вскоре после истока река перетекает в Вологодскую область, по которой течёт около 12 км, после чего вновь перетекает в Кировскую область. Остаток течения по Кировской области проходит в черте государственного природного заказника Былина.
Всё течение реки проходит по ненаселённому, частично заболоченному лесному массиву. Крупнейший приток — Яхреньгская Былина (левый). До его впадения Былина также обозначается как Верховская Былина. Прочие притоки — Взыльница (левый), Иволга (правый). Перед устьем ширина реки составляет 20 метров.

## Данные водного реестра
По данным государственного водного реестра России относится к Камскому бассейновому округу, водохозяйственный участок реки — Вятка от города Киров до города Котельнич, речной подбассейн реки — Вятка. Речной бассейн реки — Кама.
Код объекта в государственном водном реестре — 10010300312111100035010.